# Wuvula ochracea
Wuvula ochracea is een hydroïdpoliep uit de familie Laodiceidae. De poliep komt uit het geslacht Wuvula. Wuvula ochracea werd in 1910 voor het eerst wetenschappelijk beschreven door Mayer. 